# بارکشر
بارکشر، (انگلیسی: Berkshire؛ ‏ تلفظ: ‎/ˈbɑːrkʃər/‎) یکی از شهرستان های کشور انگلستان است که در ناحیه جنوب شرقی انگلستان قرار دارد.

## بخش‌ها
1. بارکشر غربی
2. ردینگ
3. واکینگهام
4. براکنل فارست
5. رویال بورو آف ویندسور و مایدنهید
6. اسلاو

## افراد مشهور
- ادوارد سوم انگلستان
- ادوارد هفتم پادشاهی متحده
- هنری یکم انگلستان
- هنری ششم انگلستان
- دیوید کامرون
- کاترین، دوشس کمبریج
- الکساندر پوپ
- جین آستن
- کنت برانا
- ریکی جرویس
- التون جان
- سام مندس
- ویلیام پن
- آیرتون سنا
- تئو والکات
- نیل وب
- اسکار وایلد
- کیت وینسلت
- ویل یانگ
- هری استایلز
- امیلیا کلارک

## تاریخچه
این شهرستان به دلیل قرار داشتن قلعه وینزر در آن با نام شهرستان سلطنتی برکشایر هم شناخته می‌شود، شهرستان بارکشر در سال ۱۹۷۴ میلادی تشکیل شده‌است.

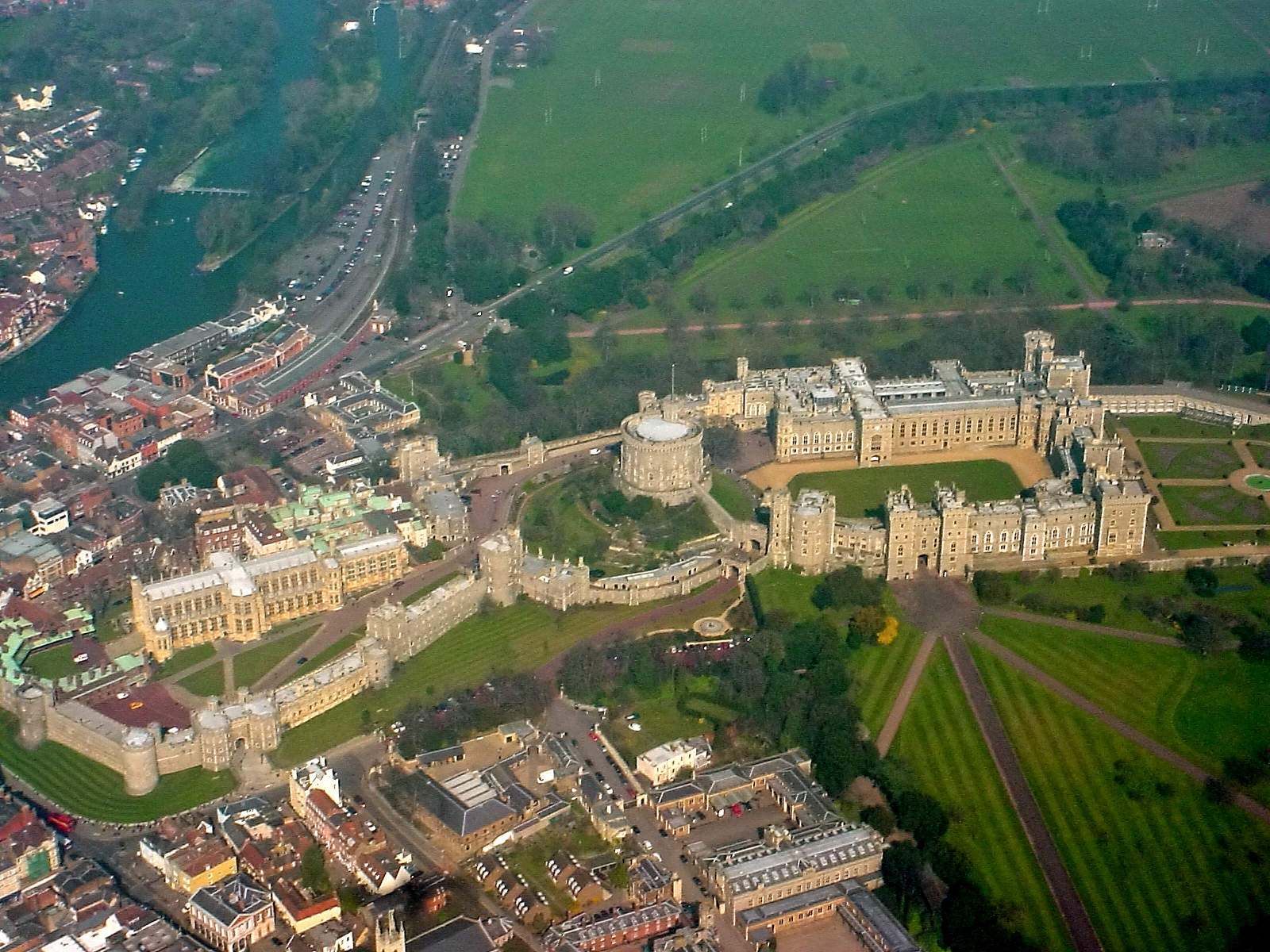
قلعه ویندسور